# Перит

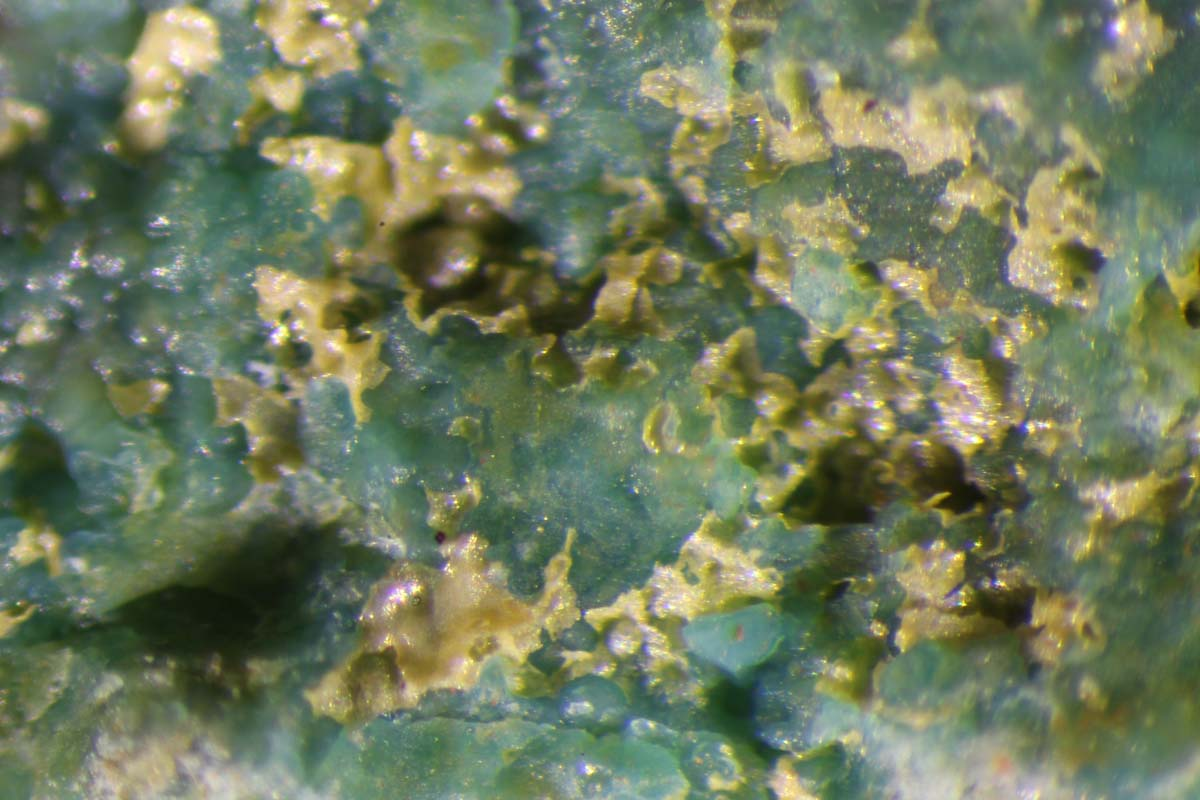
Перит (оливковий зелений), округ Сан Бернардіно, штат Каліфорнія, Сполучені Штати Америки

Перит (англ. perite; нім. Perit m) — мінерал, оксихлорид свинцю і бісмуту.
За ім'ям швед. геолога Пера Геєра (Per Geijer), M.H.Gillberg, 1961.

## Загальний опис
Хімічна формула: PbBiO2Cl, Склад (у %): Pb — 42,84 %; Bi — 43,21 %; O — 6,62 %; Cl — 7,33 %. Хлор частково може заміщуватися групою ОН. Сингонія ромбічна. Ромбодипі-рамідальний вид. Форми виділення: агрегати дрібних пластинчастих кристалів. Спайність ясна. Густина 8,16. Твердість 3. Колір сірчано-жовтий. Блиск алмазний. Риса жовта. Знайдений у родов. Лангбан (Швеція) разом з гаусманітом і кальцитом. Рідкісний.